# Luftfartsalliance
En luftfartsalliance er en koalition mellem to eller flere flyselskaber om at samarbejde i overskuelig fremtid på et væsentligt niveau. Samarbejdsniveaet varierer mellem de forskellige luftfartsalliancer. 
De tre største alliancer er Star Alliance, SkyTeam og Oneworld, som inkluderer flere flyselskaber verden over med et vidtudstrækende rutenet. 
En nyere udvikling er alliancedannelser mellem luftfragtselskaber, såsom WOW-alliancen mellem Lufthansa Cargo, Singapore Airlines Cargo, SAS Cargo Group og Japan Airlines Cargo.

## Alliancer
|                          | Star Alliance | Skyteam | Oneworld |
| ------------------------ | --- | --- | --- |
| Grundlagt                | 1997 | 2000 | 1999 |
| Medlemmer                | 26 | 19 | 13 |
| Årlige passagerer (2019) | 762 mio | 676 mio | 490 mio |
| Lande                    | 195 | 170 | 170 |
| Flyselskaber             | Aegean Airlines Air Canada A Air China Air India Air New Zealand All Nippon Airways Asiana Airlines Austrian Airlines Avianca Brussels Airlines Copa Airlines Croatia Airlines EgyptAir Ethiopian Airlines EVA Air LOT Polish Airlines Lufthansa A Scandinavian Airlines A Shenzhen Airlines Singapore Airlines South African Airways Swiss International Air Lines TAP Air Portugal Thai Airways A Turkish Airlines United Airlines A | Aerolíneas Argentinas Aeroméxico A Air Europa Air France A ITA Airways China Airlines China Eastern Airlines Czech Airlines Delta Air Lines A Garuda Indonesia Kenya Airways KLM Korean Air A Middle East Airlines Saudia TAROM Vietnam Airlines Virgin Atlantic Xiamen Air | Alaska Airlines American Airlines A British Airways A Cathay Pacific A Finnair Iberia Japan Airlines Malaysia Airlines Qantas A Qatar Airways Royal Air Maroc Royal Jordanian SriLankan Airlines |
| Connecting Partners,     | Juneyao Airlines Thai Smile | N/A | Fiji Airways |
| Intermodalt partnerskab  | Deutsche Bahn | N/A | N/A |
| Hovedkontor              | Frankfurt am Main, Tyskland | Haarlemmermeer, Holland | New York City, USA |
| A Grundlæggere           | | | |